# Costa-ricanische Fußballnationalmannschaft (U-20-Frauen)
Die costa-ricanische U-20-Fußballnationalmannschaft der Frauen repräsentiert Costa Rica im internationalen Frauenfußball. Die Nationalmannschaft untersteht der Federación Costarricense de Fútbol und wird seit 2022 von José Catoya trainiert. Der Spitzname der Mannschaft ist La Sele.
Die Mannschaft tritt bei der Nord- und Mittelamerika-Meisterschaft und der U-20-Weltmeisterschaft für Costa Rica an. Den bislang größten Erfolg feierte das Team mit dem Erreichen des dritten Platzes bei der Nord- und Mittelamerika-Meisterschaft 2004, 2010 und 2014. Bei der U-20-Weltmeisterschaft nahm die costa-ricanische U-20-Auswahl dreimal an der Endrunde teil (zuletzt 2022), kam jedoch nie über die Gruppenphase hinaus.

## Turnierbilanz

### Weltmeisterschaft
| Jahr   | Gastgeber       | Platzierung        |
| ------ | --------------- | ------------------ |
| 2002   | Kanada          | nicht qualifiziert |
| 2004   | Thailand        | nicht qualifiziert |
| 2006   | Russland        | nicht qualifiziert |
| 2008   | Chile           | nicht qualifiziert |
| 2010   | Deutschland     | Gruppenphase       |
| 2012   | Japan           | nicht qualifiziert |
| 2014   | Kanada          | Gruppenphase       |
| 2016   | Papua-Neuguinea | nicht qualifiziert |
| 2018   | Frankreich      | nicht qualifiziert |
| 2020 1 | Costa Rica 1    | – 1                |
| 2022   | Costa Rica      | Gruppenphase       |

### Nord- und Mittelamerika-Meisterschaft
| Jahr | Gastgeber               | Platzierung        |
| ---- | ----------------------- | ------------------ |
| 2002 | Trinidad und Tobago     | Gruppenphase 2     |
| 2004 | Kanada                  | 3. Platz           |
| 2006 | Mexiko                  | nicht qualifiziert |
| 2008 | Mexiko                  | 4. Platz           |
| 2010 | Guatemala               | 3. Platz           |
| 2012 | Panama                  | nicht qualifiziert |
| 2014 | Cayman Islands          | 3. Platz           |
| 2015 | Honduras                | nicht qualifiziert |
| 2018 | Trinidad und Tobago     | Gruppenphase       |
| 2020 | Dominikanische Republik | nicht qualifiziert |
| 2022 | Dominikanische Republik | nicht qualifiziert |

## Personen

### Trainer
- Miguel Chacón (2008)
- Randall Chacon (2010)
- Garabet Avedissian (2014)
- Harold López (2017–2022)
- José Catoya (2022–)